# Sönam Gyeltshen (Sakyapa)
| Tibetische Bezeichnung                                      |
| ----------------------------------------------------------- |
| Tibetische Schrift: བླ་མ་དམ་པ་བསོད་ནམས་རྒྱལ་མཚན་                |
| Wylie-Transliteration: bla ma dam pa bsod nams rgyal mtshan |
| Offizielle Transkription der VRCh: Soinam Gyaincain         |
| THDL-Transkription: Sönam Gyeltsen                          |
| Andere Schreibweisen: Sönam Gyeltshen                       |
| Chinesische Bezeichnung                                     |
| Traditionell: 喇嘛當巴索南堅贊                              |
| Vereinfacht: 喇嘛当巴索南坚赞                               |
| Pinyin:Lǎma Dāngbā Suǒnán Jiānzàn                           |

Lama Dampa Sönam Gyeltshen (geb. 1312; gest. 1375) war ein Geistlicher der Sakya-Schule des tibetischen Buddhismus, von 1344 bis 1347 war er deren Oberhaupt.

## rGyal-rabs gsal-ba'i me-long
Er ist Verfasser des Geschichtswerkes rGyal-rabs gsal-ba'i me-long (Heller Spiegel der Genealogie der Könige).

## Werke
- The clear mirror : a traditional account of Tibet's golden age. Sakyapa Sonam Gyaltsen's Clear mirror on royal genealogy ; translated by McComas Taylor and Lama Choedak Yuthok ; foreword by H.H. the fourteenth Dalai Lama ; illustrated by Delek Chokjin Shastri. Ithaca, NY : Snow Lion Publications, 1996. ISBN 1-55939-048-4
- Sørensen, P.K., Tibetan Buddhist Historiography: The Mirror Illuminating the Royal Genealogies. An Annotated Translation of the XIVth Century Chronicle rGyal-rabs gsal-ba'i me-long, Wiesbaden: Harrassowitz Verlag, 1994
- Sajia Suonan Jianzan 萨迦·索南坚赞: Wangtong shixi mingjian 王统世系明鉴 (übersetzt von Chen Qingying 陈庆英 und Renqing Zhaxi 仁庆扎西). Liaoning renmin chubanshe 1985